# René Strehler
René Strehler (Affoltern am Albis, 13 de abril de 1934) es un deportista suizo que compitió en ciclismo en la modalidad de pista. Ganó una medalla de plata en el Campeonato Mundial de Ciclismo en Pista de 1955, en la prueba de persecución individual.

## Medallero internacional
| Campeonato Mundial | Campeonato Mundial | Campeonato Mundial | Campeonato Mundial         |
| Año                | Lugar              | Medalla            | Competición                |
| ------------------ | ------------------ | ------------------ | -------------------------- |
| 1955               | Milán (Italia)     | Medalla de plata   | Persecución individual (P) |